# Aburista termitarum
Genre
Espèce
Aburista termitarum, unique représentant du genre Aburista, est une espèce d'opilions laniatores de la famille des Assamiidae.

## Distribution
Cette espèce est endémique du Ghana. Elle se rencontre vers Aburi.

## Description
Le mâle holotype mesure 1,5 mm

## Étymologie
Son nom d'espèce lui a été donné en référence au lieu de sa découverte, une termitière.

## Publication originale
- Roewer, 1935 : « Alte und neue Assamiidae. Weitere Weberknechte VIII (8. Ergänzung der "Weberknechte der Erde" 1923). » Veröffentlichungen aus dem Deutschen Kolonial- und Übersee-Museum in Bremen, vol. 1, no 3, p. 1–168.